# Hassan Al-Absi
Hassan Al-Absi (em árabe: حسن عبد الله العبسي; nascido em 1966) é um ex-ciclista olímpico saudita. Al-Absi representou sua nação nos Jogos Olímpicos de Verão de 1984 na prova individual de corrida em estrada, em Los Angeles.